# Israel Fernández
Israel Fernández (Corral de Almaguer, província de Toledo; 16 de juliol de 1989) és un cantaor, compositor i músic espanyol de flamenc d'origen gitano. Ha estat guardonat amb un Premi Odèon al Millor Àlbum de Flamenc per Amor (2021) i nominat als premis Latin Grammy como Mejor Álbum De Música Flamenca (2021)

## Biografia
Israel Fernández va néixer en el si d'una família gitana andalusa establerta a Corral de Almaguer (Toledo). El seu origen i educació cultural aviat van despertar el seu interès musical i el seu amor pel flamenc. Des de molt jove va desenvolupar les seves habilitats pel cant, guanyant el seu primer concurs de televisió als 11 anys (Tu Gran Día, TVE).

## Carrera
El 2008 va publicar el seu primer disc Naranjas Sobre La Nieve, produït pel pianista Pedro Ojesto, i sis anys més tard va publicar Con Hilo De Oro Fino (2014), el seu segon disc produït pel guitarrista Antonio Rey.
Universo Pastora (Universal Music, 2018), el seu tercer àlbum, ofereix tangos, seguiriyes, buleries o fandangos, acompanyat per les guitarres de Carlos De Jacoba, Joni Jiménez, Jesús del Rosario i Juan Carmona, a més del zapateado de Sara Baras.
El 2020 va publicar Amor (Universal Music, 2020) al costat del guitarrista Diego Del Morao. En aquest disc, Israel escriu i compon tots els temes. També participen a les palmes Juan Grande, Manuel Cantarote i Luis de Periquín. I en les percussions, Piraña, de nou Luis de Periquín i Chaboli.
El setembre de 2021, s'edita La Inocencia (Universal Music, 2021). Un disc de vinil de 7" amb la col·laboració d'El Guincho (Rosalía, FKA Twigs...), Diego Amador i Diego Del Morao.
L'agost de 2022 va participar en Flamenco on fire (Pamplona), on va presentar "Opera flamenca", juntament amb el guitarrista Diego del Morao.

## Reconeixements
Amor va entrar en el Top 7 de les llistes oficials de vendes, va ser guardonat amb un premi Odèon com a Millor Àlbum de Flamenc i va figurar en les Llistes de Millors Discos de 2020 de mitjans rellevants com Rockdelux, Mondo Sonoro i El País. També ha aparegut com un dels cinc millors discos de flamenc del 2021 a ABC i ha estat nominat als premis Latin Grammy com Millor Àlbum De Música Flamenca.
El 2020 va guanya el Premi del Públic sl festival de cinema internacional In-Edit pel documental sobre la seva faceta musical Canto porque tengo que vivir. També ha col·laborat amb artistes com Pablo Alborán a l'especial Nochebuena 2020 de TVE, o Nawja Nimri al seu àlbum AMA.
El 22 de novembre de 2021 va publicar el tema Fiesta (Bulería) al canal internacional de YouTube de Colors, i es va convertir així en un dels pocs artistes espanyols (al costat de María José Llergo i Sen Senra) a gravar per a aquesta plataforma.

## Discografia

### Estudi
- Naranjas Sobre La Nieve (2008)
- Con Hilo De Oro Fino (2014)
- Universo Pastora (2018)
- Amor (2020)
- La Inocencia (2021) - EP

### Directe
- Fiesta (Bulería) - A Colors Show

## Premis
| Any  | Treball                      | Premi                                                       | Categoria                       | Resultat  |
| ---- | ---------------------------- | ----------------------------------------------------------- | ------------------------------- | --------- |
| 2021 | Amor                         | Odèon                                                       | Millor Àlbum Flamenc            | Guanyador |
| 2021 | Amor                         | Latin Grammy                                                | Millor Àlbum De Música Flamenca | Nominat   |
| 2020 | Canto porque tengo que vivir | Premi del Públic - Festival de Cinema Internacional In-Edit | Documental                      | Guanyador |